# خانه‌دار با تجربه انگلیسی
خانه‌دار با تجربه انگلیسی یک کتاب آشپزی است که توسط تاجر انگلیسی الیزابت رافالد (۱۷۳۳–۱۷۸۱) نوشته شده است. این کتاب اولین بار در سال ۱۷۶۹ منتشر شد و ۱۳ نسخه مجاز و حداقل ۲۳ نسخه از آن نقض حق تکثیر داشت.
این کتاب حدوداً شامل ۹۰۰ دستور غذا برای: سوپ; غذاهای اصلی شامل گوشت کباب و آب‌پز، پودینگ آب‌پز و ماهی؛ دسرها، تزئینات میز و غذاهای کمی شور، نوشیدنی‌ها، شراب‌ها، ترشیجات، کنسروها می‌شد. دستور العمل‌ها عمدتاً حاوی لیستی از مواد تشکیل دهنده نیست. این کتاب با سه حکاکی روی صفحه مسی تاشو به تصویر کشیده شده است.
کتاب خانه‌دار با تجربه انگلیسی به دلیل عملی بودن آن مورد توجه قرار گرفته است و از رویه کپی کردن و سرقت ادبی دستورها اجتناب می‌کند و در عوض تقریباً به‌طور کامل از دستورالعمل‌های مستقیم مبتنی بر تجربه رافالد تشکیل شده است. در این کتاب اولین دستور پخت شناخته شده برای کیک عروسی معرفی شده است که با خمیربادام و رویال آیسینگ تزیین شده بود همچنین اولین استفاده از باربیکیو در این کتاب آمده است. این کتاب همچنان مرجعی برای نویسندگان آشپزی است.

## کتاب

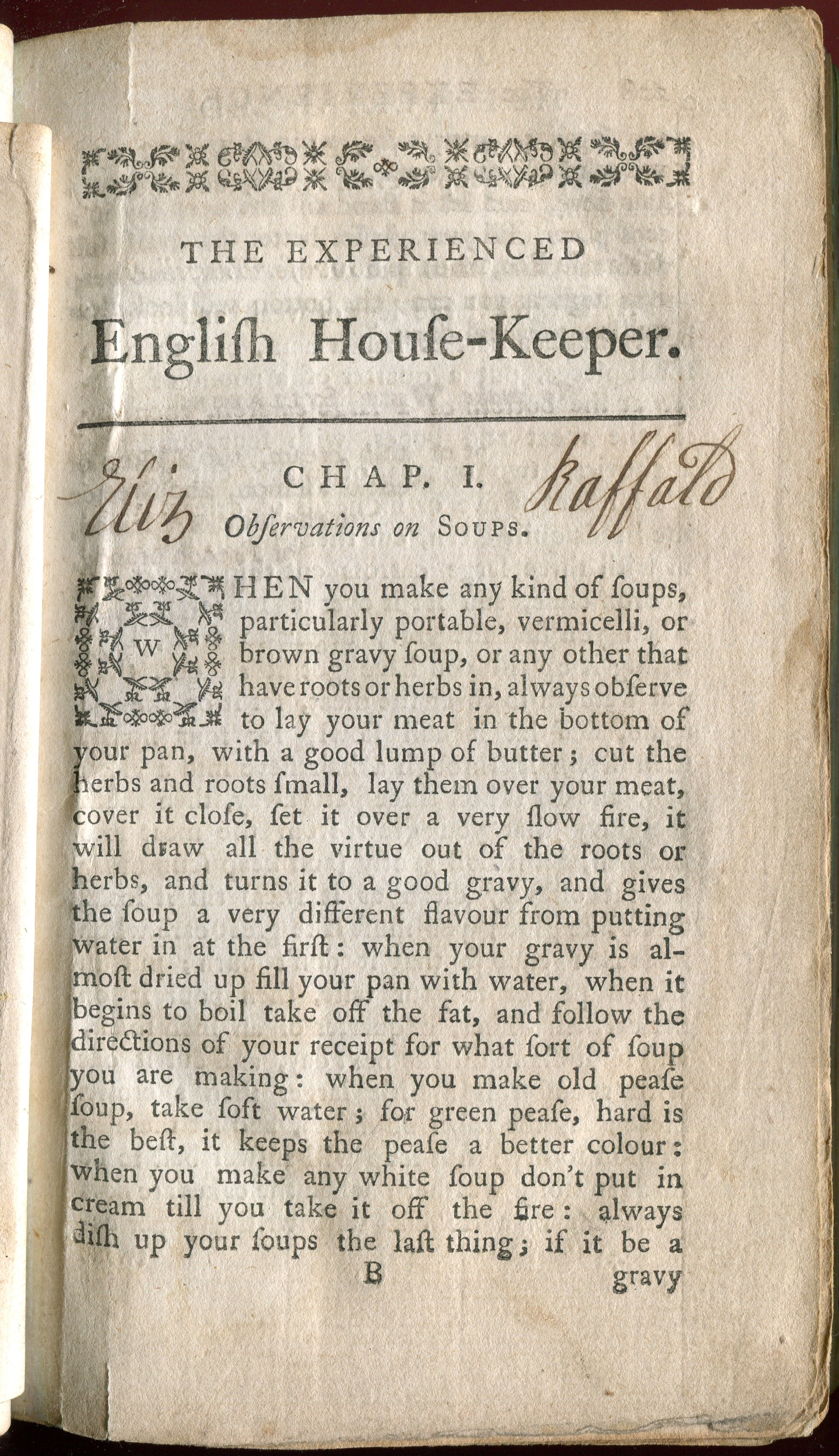
امضای الیزابت رافالد با جوهر قهوه ای مایل به سیاه در صفحه اول متن اصلی به عنوان دفاعی در برابر سرقت ادبی. طبق صفحه عنوان، فقط نسخه‌های امضا شده باید به عنوان اصلی تلقی می‌شد.

### مطالب
شماره صفحات زیر به چاپ چهارم سال ۱۷۷۵ اشاره دارد.
قسمت اول [ سوپ، گوشت، ماهی، پای و پودینگ ]
- فصل ۱: سوپ. صفحه ۱
- فصل دوم: پانسمان ماهی. صفحه ۱۴
- فصل سوم: تفت دادن و جوشاندن. صفحه ۵۲
- فصل ۴: ظروف ساخته شده. صفحه ۷۹
- فصل ۵: پای. صفحه ۱۴۳
- فصل ششم: پودینگ. صفحه ۱۶۷

قسمت دوم [ دسرها و غذاهای همراه ]
- فصل هفتم: تزیینات میز. صفحه ۱۸۶
- فصل هشتم: حفظ. صفحه ۲۰۹
- فصل نهم: خشک کردن و آب نبات کردن. صفحه ۲۳۷
- فصل ۱۰: خامه، کاستارد، و کیک پنیر. صفحه ۲۴۷
- فصل ۱۱: کیک. صفحه ۲۶۴
- فصل ۱۲: غذاهای خوشمزه کوچک. صفحه ۲۸۰

بخش سوم [ کنسرو، ترشی، شراب، اسانس‌های مقطر ]
- فصل ۱۳:. صفحه ۲۹۳
- فصل ۱۴: پوست میوه‌ها و غیره. صفحه ۳۰۸
- فصل ۱۵: شراب، کچاپ و سرکه. صفحه ۳۱۷
- فصل شانزدهم: ترشی. صفحه ۳۴۲
- فصل ۱۷: نگهداری از وسایل باغ و میوه‌ها. صفحه ۳۵۸
- فصل ۱۸: تقطیر. صفحه ۳۶۴

[پیوست‌ها]
- فهرست صحیحی از هر چیز در فصل در هر ماه از سال. صفحه ۳۶۸
- دستورالعمل برای یک میز بزرگ صفحه ۳۸۱
- شاخص صفحه ۳۸۳

### رویکرد
کتاب بدون فهرست مطالب آغاز می‌شود، اگرچه سه بخش در صفحه عنوان توضیح داده شده است. جلد اول شامل تقدیم «به بانوی ارجمند الیزابت واربرتون» است که در دو صفحه، پیشگفتار سه صفحه‌ای برای چاپ اول و یک صفحه تاشو از یک اجاق گاز مناسب به همراه «شرح بشقاب» در صفحه رو به رو است. جهت جلوگیری از دستبرد فکری در نسخه‌های بعدی (از اوایل سال ۱۷۷۵) با اعلامیه‌ای در پایین صفحه عنوان «هیچ کتابی بدون امضا نویسنده اصیل نیست» و یک امضای دست‌نویس با جوهر قهوه‌ای مایل به سیاه در پرانتز عنوان فصل ۱ قرار داده شد.